# Jaskinie Cougnac
Jaskinie Cougnac – dwie położone obok siebie jaskinie, znajdujące się w gminie Payrignac (około 4 km od Gourdon) we francuskim departamencie Lot. Od 1957 roku posiada status monument historique, w kategorii classé (zabytek o znaczeniu krajowym).
Wejście do pierwszej jaskini odkrył przypadkowo latem 1949 roku poszukujący wody amator radiesteta z Tuluzy, Fernand Lagarde. Powiadomiony o odkryciu prehistoryk Jean Mazet udał się na miejsce i korzystając z pomocy okolicznych mieszkańców, dostał się do wnętrza groty, w której znajdowały się liczne nacieki jaskiniowe. Kontynuując w następnych latach poszukiwania, w których towarzyszyli mu badacze René Borne, Roger Boudet, Lucien Gouloumès i Alfred Sauvant, Mazet odkrył w dniu 23 listopada 1952 roku drugą jaskinię, położoną zaledwie 200 m od poprzedniej, w której znajdowały się malowidła naskalne z okresu paleolitu. Wejście do niej znajdowało się w niewielkim zagłębieniu skalnym, wykorzystywanym do tej pory jako piwnica na wina.
Znajdujące się w drugiej grocie malowidła paleolityczne wykonano głównie czerwoną i brązową farbą, w nielicznych przypadkach także czarną. Tematyka malowideł jest skrajnie odmienna od innych znanych malowideł jaskiniowych z tego okresu: zaledwie raz przedstawiono konia, dominują natomiast wizerunki jeleni olbrzymich, koziorożców i mamutów. Obecne są także wizerunki postaci ludzkich, głównie przeszytych strzałami, a także formy abstrakcyjne w postaci znaków punktowych i kresek. Część malowideł pochodzi z okresu kultury magdaleńskiej, niektóre są jednak wcześniejsze. Przeprowadzone datowanie radiometryczne malowidła jelenia olbrzymiego wykazało czas jego powstania na okres między 25,1 a 19,5 tys. lat BP. Z kolei datowanie radiowęglowe znaków punktowych dało wynik między 14,2 a 13,8 tys. lat BP.